# گرووتوزن
گرووتوزن (به آلمانی: Groothusen) یک منطقهٔ مسکونی در آلمان است که در Krummhörn واقع شده‌است. گرووتوزن ۴۷۴ نفر جمعیت دارد.